# Lesisko (Czechowice-Dziedzice)
Lesisko – jedno z osiedli (jednostek pomocniczych) miasta Czechowice-Dziedzice.
Nazwa nawiązuje do pierwotnie rosnącego tu jeszcze w XIX wieku Dolnego Lasu („Goj”). Został on w 1855 przecięty przez Kolej Północną. Wokół niej powstały w następnych dziesięcioleciach fabryki a las wytrzebiono. W latach trzydziestych zlokalizowano tu nowe centrum administracyjne gminy Czechowice-Dziedzice skupione wokół nowego placu targowego (obecnego Placu Jana Pawła II), gdzie wybudowano m.in. budynki Urzędu Gminnego (obecnie Urząd Miejski), szkoły, ubezpieczalni oraz kościół pw. Najświętszej Maryi Panny Królowej Polski.